# Loo
Loo (též Saha-Loo) je městečko v estonském kraji Harjumaa, samosprávně patřící do obce Jõelähtme, jejímž je největším sídlem.